# Auguste Michel-Lévy
Auguste Michel-Lévy, né Auguste-Michel Lévy (Paris, 7 août 1844 - Paris, 25 septembre 1911), est un géologue et minéralogiste français.

## Biographie

### Sa famille

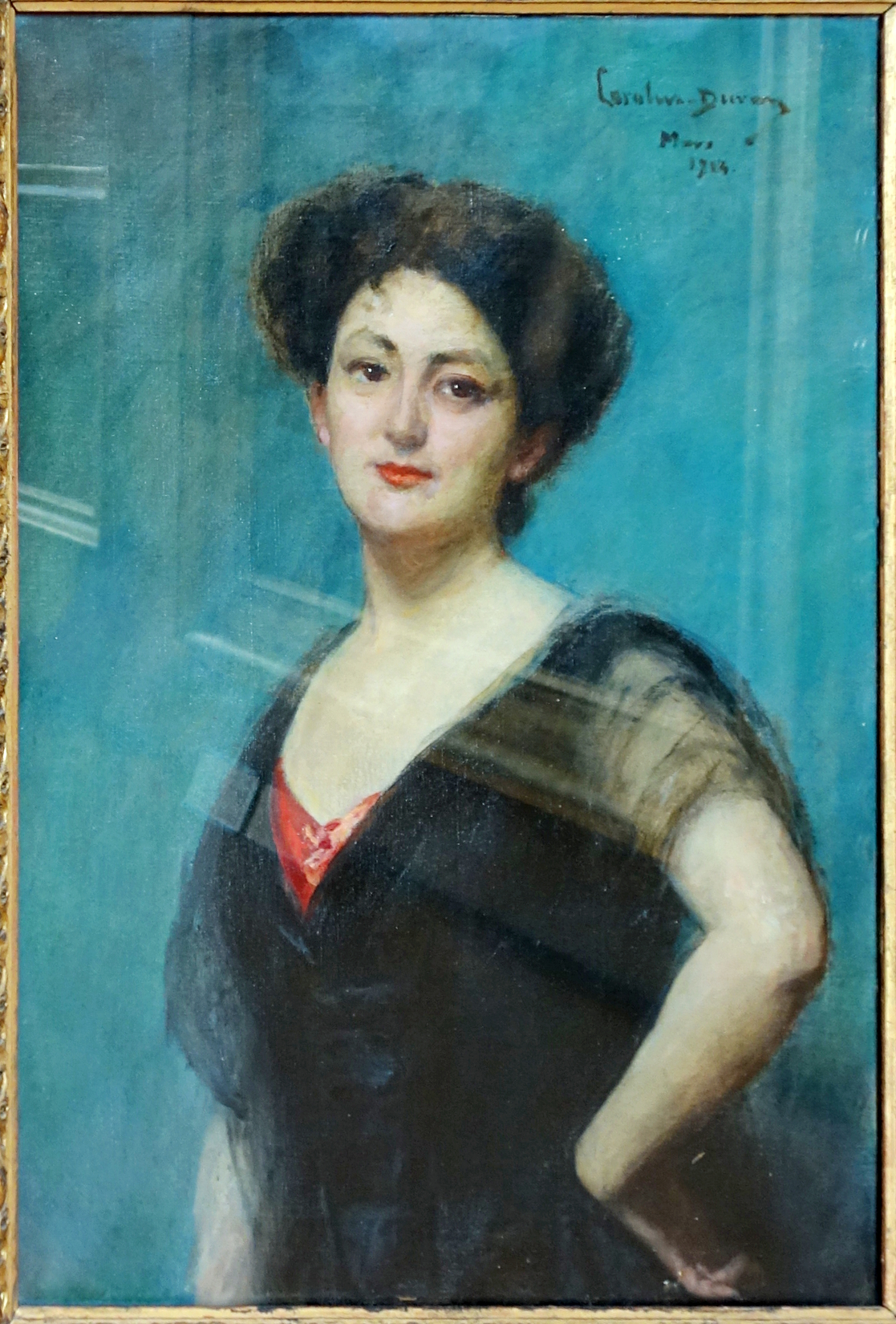
Mme Seligmann Alphandéry née Adèle-Michel Levy (1883-1963)
Carolus-Duran, vers 1914
Palais des Beaux-Arts de Lille

Fils de Michel Lévy et d'Adèle Dupont, Auguste Michel-Lévy épouse Henriette Saint-Paul, fille de Victor Aron Saint-Paul et d'Adèle Dalsace, et tante de Paul et Jacques Helbronner. Il est le père d'Albert Michel-Lévy et le beau-père de Pierre Isidore Seligmann-Alphandery.

### Sa carrière
Sorti major de l'École polytechnique (promotion 1862) et premier de l'École des mines de Paris, ingénieur du corps des mines, il débute comme secrétaire du Conseil général des mines. En 1870, il est enrôlé dans le Bataillon des mineurs auxiliaires du génie. Attaché au service des topographies souterraines, il est rattaché à celui de la Carte géologique de la France en 1876. 
Ingénieur en chef, il publie, avec Delafond, Bassin houiller et permien d'Autun et d'Épinac.
Tout en continuant à mener des tâches administratives, qui le conduiront au grade d'inspecteur général des mines de 1re classe en 1907, il conduit avec passion des recherches originales. Il applique à la géologie ses connaissances de physicien, emploie le microscope polarisant pour l'étude des roches, et crée ainsi une nouvelle branche de la minéralogie, la minéralogie micrographique. Il travaille en étroite collaboration avec Fouqué à partir de 1875. 
Il est élu membre de l'Académie des sciences en 1896.

Échelle des teintes de Michel-Lévy fabriquée par Zeiss.

En 1905, il devient titulaire de la chaire de géologie du Collège de France, succédant ainsi à Élie de Beaumont, Charles Sainte-Claire Deville et Fouqué.  
Il est un des premiers à s'être intéressés à la moganite qu'il avait en partie décrite sous le terme de lutécite. 
Le minéralogiste français Alfred Lacroix lui a dédié une espèce minérale la michel-lévyte qui a été déclassée comme synonyme de barite.

## voir aussi